# 山本明 (社会学者)
山本 明（やまもと あきら、1932年10月9日 - 1999年9月28日）は、日本の社会学者。専攻は都市文化論。

## 人物・来歴
大阪市出身。1955年同志社大学文学部卒業、57年同大学院法学研究科修了。1972年同志社大学文学部教授となる。

## 著作

### 単著
- 『現代ジャーナリズム』雄渾社, 1967
- 『価値転轍器 シンボルとしての広告』(ブレーンブックス) 誠文堂新光社, 1969
- 『反マジメの精神 大衆文化のドキュメント』(Core books) 毎日新聞社, 1969
- 『てれび眼鏡 日本人の日常思想』社会思想社, 1972
- 『思想としての風俗』朝日選書 1974
- 『社会的広告史』（世界思想社、1975年）
- 『社会的広告史 続』（世界思想社、1976年）
- 『カストリ雑誌研究―シンボルにみる風俗史』（出版ニュース社、1976年）のち中公文庫
- 『風俗の論理』(ウイークエンドブックス) 日刊工業新聞社, 1979.3
- 『情報を読む』ティビーエス・ブリタニカ, 1980.9
- 『シンボルとしての広告』電通, 1985.12
- 『戦後風俗史』（大阪書籍、1986年）

### 共編著
- 『講座・コミュニケーション』全6巻 編集委員:江藤文夫,鶴見俊輔, 山本明. 研究社出版, 1972-73
- 『日本人の笑い 笑いの構造』松本勤,中村敬治共著. 誠文堂新光社, 1972
- 『秘録・謀略宣伝ビラ 太平洋戦争の"紙の爆弾"』鈴木明共編著. 講談社, 1977.12
- （鶴見俊輔共編）『抵抗と持続』（世界思想社、1979年）
- 『図説昭和の歴史 第3巻　昭和の恐慌』責任編集 集英社, 1979.12
- （藤竹暁）『図説日本のマス・コミュニケーション』（ 日本放送出版協会（NHKブックス）1980年
- 『図説日本文化の歴史 13　現代・付総索引』編集 小学館, 1981.9
- （天野祐吉共編）『広告を学ぶ人のために』（世界思想社、1983年）
- （山中恒共編）『勝ち抜く僕ら少国民－少年軍事愛国小説の世界』（世界思想社、1985年）